# Namamyia plutonis
Namamyia plutonis is een schietmot uit de familie Odontoceridae. De soort komt voor in het Nearctisch gebied.